# أنطون نيلسون
أنطون نيلسون (بالسويدية: Anton Nilson)‏ هو طيار سويدي، ولد في 11 نوفمبر 1887 في Norra Sandby socken ‏ في السويد، وتوفي في 16 أغسطس 1989 في ستوكهولم في السويد.

## وصلات خارجية
- أنطون نيلسون على موقع ميوزك برينز (الإنجليزية)